# Історія відкриття і освоєння українських марганцевих руд
На початку 21 ст. Україна за запасами і ресурсами марганцевих руд займає 1 місце у Європі і 2 у світі (після Південно-Африканської Республіки). Головні запаси (близько 2,28 млрд тонн) зосереджені у Нікопольському басейні (33 %) та Велико-Токмацькому родовищі (67 %). Але український марганець у порівнянні з іншими корисними копалинами — кам'яною сіллю, нафтою, вугіллям — зовсім «молодий» — його першим великим знахідкам на території країни, які мали промислове значення, трохи більше 120 років.
Честь відкриття Нікопольського марганцевого басейну, — одного з найбільших у світі, — належить гірничому інженеру Валеріану Олександровичу Домгеру (1851—1885).

## Відкриття покладів марганцю Валеріаном Домгером
У липні 1883 року російський геолог, гірничий інженер Валеріан Домгер (1851-1885) складав 47-й аркуш геологічної дев'ятиверстової карти європейської частини Російської імперії, який охоплював Південну Україну. Простір досліджень охоплював близько 13000 кв. верст у Верхньодніпровському і Катеринославському повітах Катеринославської губернії, а також Херсонському і Олександрійському повітах Херсонської губернії, та по лінії Катерининської залізниці. Саме в ході цих системних геологорозвідувальних робіт Валеріан Домгер і виявив у оголеннях берегів річки Солоної (притока річки Базавлук) виходи на поверхню манганової (марганцевої) руди. Фахово за допомогою шурфів прослідкувавши простягання рудного пласта майже на 7 верст, а також виконавши хімічні аналізи проб руди, Домгер переконався, що виявив промислове родовище марганцю. Повідомлення про це геолог видрукував у «Вістях геологічного Комітету» в 1884 року, що і засвідчило його пріоритет у відкритті родовища.

## Освоєння родовищ: початковий період
Винятково сприятливе географічне розташування родовища між Кривим Рогом і Донбасом, що були сировинною базою чорної металургії, яка переживала свій бурхливий розвиток, неглибоке залягання руди, обжитий район і наявність дешевої робочої сили сприяли швидкому налагодженню видобутку марганцю. Вже у липні 1885 році тут була закладена перша штольня «Надія», що показала наявність великих запасів високоякісної марганцевої руди. У грудні 1885 року почав працювати перший рудник «Покровські марганцеві копальні».
Споживачами руди були металургійні заводи півдня країни. Попит на цю сировину зростав, тому інвестиції іноземного капіталу не забарилися. Ретельніші і цілеспрямованіші геологічні пошуки привели до відкриття нових покладів не тільки в західній, але і в східній частині басейну, до активної їх експлуатації.
На початку 1900-х років видобуток манганової руди в басейні вели вже 9 акціонерних товариств і приватних підприємців:
- Беклемишевські рудники «Благодать» і «Дагор»;
- рудники «Блюменфельдівський», «Гантський», «Сулицько-Лиманський» Брянського товариства;
- марганцевий рудник товариства «Рій»,
- Корольський, Миколаївський і Красногригор'ївський марганцеві рудники товариства «Піролюзит»,
- Покровські марганцеві копальні Нікополь-Маріупольського товариства,
- Городищенський рудник Південно-Російського Дніпровського товариства.

У найуспішніший в плані розвитку економіки 1913 рік, в період промислового буму було видобуто 252,7 тис. т манганової руди.
Переважна більшість процесів, пов'язаних з видобутком руди, у цей початковий період освоєння Нікопольського марганцеворудного басейну виконувалася вручну без дотримання елементарних правил безпеки.
Далі видобуток марганцевих руд в регіоні припиняється — в країні перевороти, революції, громадянська війна. Відновлюються гірничі роботи тільки 1921 року.

## Освоєння родовищ: широкомасштабний видобуток марганцевих руд
У 1923 року почалися роботи з осушення і відновлення шахт Покровського рудника, який став до ладу в 1925 році. Після комплексу геолого-розвідувальних робіт будуються рудники на Мар'ївській та Олександрівській ділянках.
У 1931 році у західній частині Нікопольського марганцеворудного басейну будують рудник ім. Орджонікідзе. У січні 1934 року організований трест «Нікополь-Марганець», що інтенсифікувало видобуток марганцевих руд та їх збагачення.
Перші технічні новинки з'являються у кінці 1920-х — на початку 1930-х років — на рудопромивних фабриках басейну були встановлені перші вітчизняні збагачувальні апарати конструкції Я. В. Тимошенка. Для доставки руди до збагачувальних фабрик стали застосовувати механічну відкатку нескінченним канатом, яка згодом була витіснена мотовозами і контактними електровозами. На зміну кайлу прийшов пневматичний відбійний молоток. На шахтах басейну випробовувалися і впроваджувалися вантажні машини Криворізького заводу «Комуніст». Дніпропетровський гірничий інститут сконструював перший врубовонавантажувальний комбайн для провадження нарізних і підготовчих робіт — прообраз сучасних високопродуктивних машин. На шахтах встановлювалися перші стрічкові конвеєри. Старі дерев'яні вагонетки замінювалися металевими. На головних відкаточних штреках стали широко застосовувати канатну механічну відкатку. У шахти прийшло електричне освітлення. Ручне навантаження марганцевої руди на поверхні шахт поступилося місцем паровим і електричним екскаваторам, скреперним лебідкам.

У 1941—1945 роках роботи були перервані Другою світовою війною. За розпорядженням Державного комітету оборони на початку серпня 1941 року було демонтовано шахтне і збагачувальне обладнання, яке разом з робітниками було вивезене на Урал. Після звільнення окупованих німецькими військами територій, у 1944—1945 роках, поновилися роботи по видобутку марганцю.
До 1952 року манганова руда добувалася тільки підземним способом. У 1952 році уперше застосовано відкритий видобуток руди — на Богданівському кар'єрі.
З 1963 року на кар'єрах стали застосовувати розкривні комплекси безперервної дії в складі роторних екскаваторів продуктивністю від 1000 до 5000 м3/рік, відвалоутворювачів, транспортно-відвальних мостів, вибійних і відвальних конвеєрів продуктивністю 1500-7500 м3/рік.
В 1967 році було введено у дію другу чергу шахти № 7 Грушівського ГЗК, яка стала найбільшою мангановою шахтою країни.